# D-Generation X
 For alternative betydninger, se DX.
D-Generation X (DX) er en gruppe brydere. DX's gimmick gik ud på, at de var nogle oprørere, der opførte sig og snakkede, som det passede dem, uanset hvor meget de provokerede andre. Oprindeligt bestod DX af Shawn Michaels, Triple H, Chyna og Rick Rude, men senere har også X-Pac, Billy Gunn og Road Dogg bl.a. været en del af gruppen. I 2006 genopstod DX som et tagteam i World Wrestling Entertainment bestående af Shawn Michaels og Triple H, men det er dog sjældent, at de to rent faktisk wrestler sammen. DX genopstod igen i 2009, igen som et tagteam, DX slog "Legacy" i ppv'en "Hell in a cell". 
| Sport | Spire Denne artikel om sport er en spire som bør udbygges. Du er velkommen til at hjælpe Wikipedia ved at udvide den. |